# 全日本槍道連盟
一般社団法人全日本槍道連盟（ぜんにほんそうどうれんめい）は、日本国内における槍道、斧道の国内競技連盟。

## 概要
各地にある都道府県槍道連盟、全日本学生槍道連盟、全日本斧道連盟を会員として構成されている。

## 沿革
- 2015年4月1日 - 一般社団法人全日本槍道連盟設立[1]。